# マイアニマル
『マイアニマル』は、土田健太による日本の漫画。
土田にとって2度目の連載作品。人の欲望が具現化した存在・「野生（アニマル）」を巡る戦いを描いたバトル漫画。『少年ジャンプ＋』創刊作品の一つであり、『少年ジャンプ＋』から最初に単行本化された作品の1つでもある。
『少年ジャンプNEXT!』（集英社）2013 AUTUMNにプロトタイプとなる同名の読切版を掲載。その後、『少年ジャンプ+』（集英社）2014年9月22日より2015年6月16日まで毎週火曜日更新で連載された。2015年3月からは、ニュースアプリ「グノシー」に過去のエピソードが毎週水曜更新で掲載された。
『少年ジャンプ+』草創期を支えた作品の一つとされている。連載終了後の2018年に『少年ジャンプ+』で復刻連載が行われ、多くの読者を獲得し、2ヶ月ほど売上を伸ばした。

## あらすじ
人は皆、自らの欲望が具現化した存在・野生（アニマル）を持っている。野生はその名の通り動物の形をしているが、多くの人はその存在を知らない。
男子高校生・乾士郎も野生の存在を知らずに過ごしていた。彼は自分の夢を叶えるために、真面目に生きようと努めていたが、その禁欲的な生き方に反発した野生に体を乗っ取ってしまう。そんな乾を彼の片思いの相手である神宮寺幸が助け、乾の野生にクロと言う名前を付ける。彼女は人間とその野生の関係が上手くいくように手助けをする野生風紀委員で、自身の野生であるコンと上手く共生していた。
乾は彼女にクロを制御できるように助けを求める。また、クロと一応分かり合えた後は、共同して神宮寺を手助けするようになる。しかし、コンの強力な力を狙って神宮寺を襲う者たちが現れ、乾も彼らとの戦いに巻き込まれる。

## 登場人物

### 主要人物
乾 士郎（いぬい しろう）
本作の主人公。獣ヶ丘高校の男子生徒。
真面目に優等生として生きることを目指していたが、野生の出現により揺らぐようになる。将来はささやかな幸せを築くことを目標としており、神宮寺に対して密かに想いを寄せている。
クロ
乾の野生。黒い雑種の犬のような姿をしている。幸が命名。

神宮寺 幸（じんぐうじ さち）
本作のヒロイン。獣ヶ丘高校の女子生徒。野生風紀委員。
白髪の美少女で、自由気ままな性格。食欲が旺盛で睡眠時間が長い。
コン
神宮寺の野生。白いキツネのような姿をしている。非常に強力な力を秘めている。

### 獣ヶ丘高校
飛澤（とびさわ）
乾のクラスメイト。獣ヶ丘高校の男子生徒。サッカー部のエース。
カンガルーの姿をした野性を持っている。
洞木（ほらき）
獣ヶ丘高校の男子生徒。野生風紀委員。器量の良い優等生。
ウィスパー
洞木の野生。サルのような姿をしている。

### アニマル委員会
神宮寺 社（じんぐうじ やしろ）
神宮寺幸の兄。野生総委員会の幹部である東京24委員。
非常に強力な野性を持ち、いつも偉そうにしているため、周囲から恐れられている。自他ともに認めるシスコンであり、当の妹からは彼の過保護な行動が嫌がられており、呼び捨てされている。
神威（カムイ）
黒いツキノワグマの形をした野性。

藤堂 弥生（とうどう やよい）
社の秘書。ドジでネガティブな眼鏡女子。
小町（こまち）
野生保健委員。

## 用語
野生（アニマル）
人間の欲望が具現化した存在。動物の形をしている。形は本人が親近感を感じている動物の形になる事が多く、自覚があるかどうかは関係無く、無意識に徐々に形が定まっていき、形が定まった後に感情を抑えていると表に出てくる（もともと形が定まっている人や、早い段階で形が定まる人もいる）。野生が逃げ出したり、強制的に抜かれると、人は無気力になってしまう。
捕食者（イーター）
他人の野生を食べる人。野生を食べられた者は無気力になってしまうが、捕食者は他人の野生の力も取り込むことができる。
野生総委員会（アニマルそういいんかい）
野生の制御・駆除・保護によって世の中の治安を維持する組織。一般には知られていない。
学生は野生が暴走しやすいため、各学校に委員会が設置されている。中枢は東京都の23区と区外の市町村の代表者で構成される東京24委員会。その他に風紀委員会や保健委員会などで構成されている。
獣ヶ丘高校
乾たちが通っている高校。校舎の内側には「リア充の園」と呼ばれる中庭がある。

## 読切版
連載版と同じ『マイアニマル』というタイトル。『少年ジャンプNEXT!』2013 AUTUMN掲載。

## 書誌情報
- 土田健太 『マイアニマル』（集英社〈ジャンプ・コミックス〉）、全4巻
  1. 「士郎とクロ」2015年2月4日発売[集 1]、ISBN 978-4-08-880378-4
  2. 「神宮寺 幸」 2015年5月1日発売[集 2]、ISBN 978-4-08-880412-5
  3. 「持たざる者、立つ」 2015年7月3日発売[集 3]、ISBN 978-4-08-880439-2
  4. 「幸せのニオイを辿る二匹の獣」 2015年8月4日発売[集 4]、ISBN 978-4-08-880480-4